# 貴州省新体育場
貴州省新体育場(きしゅうしょうしんたいいくじょう、簡体字中国語: 贵州省新体育场、英: Guizhou New Provincial Stadium)は、中華人民共和国の貴州省貴陽市にある多目的スタジアムである。

## 概要
1958年に設立された。収容人数は18,000人。主にサッカーの試合に用いられる。中国サッカー・甲級リーグに所属する貴州智誠がホームスタジアムとして使用している。

## 交通アクセス
中国国鉄の貴陽駅より徒歩約5分。